# Stemodia stellata
Stemodia stellata là một loài thực vật có hoa trong họ Mã đề. Loài này được B.L.Turner miêu tả khoa học đầu tiên năm 1993.